# Cảm ứng đa điểm

Màn hình cảm ứng đa điểm

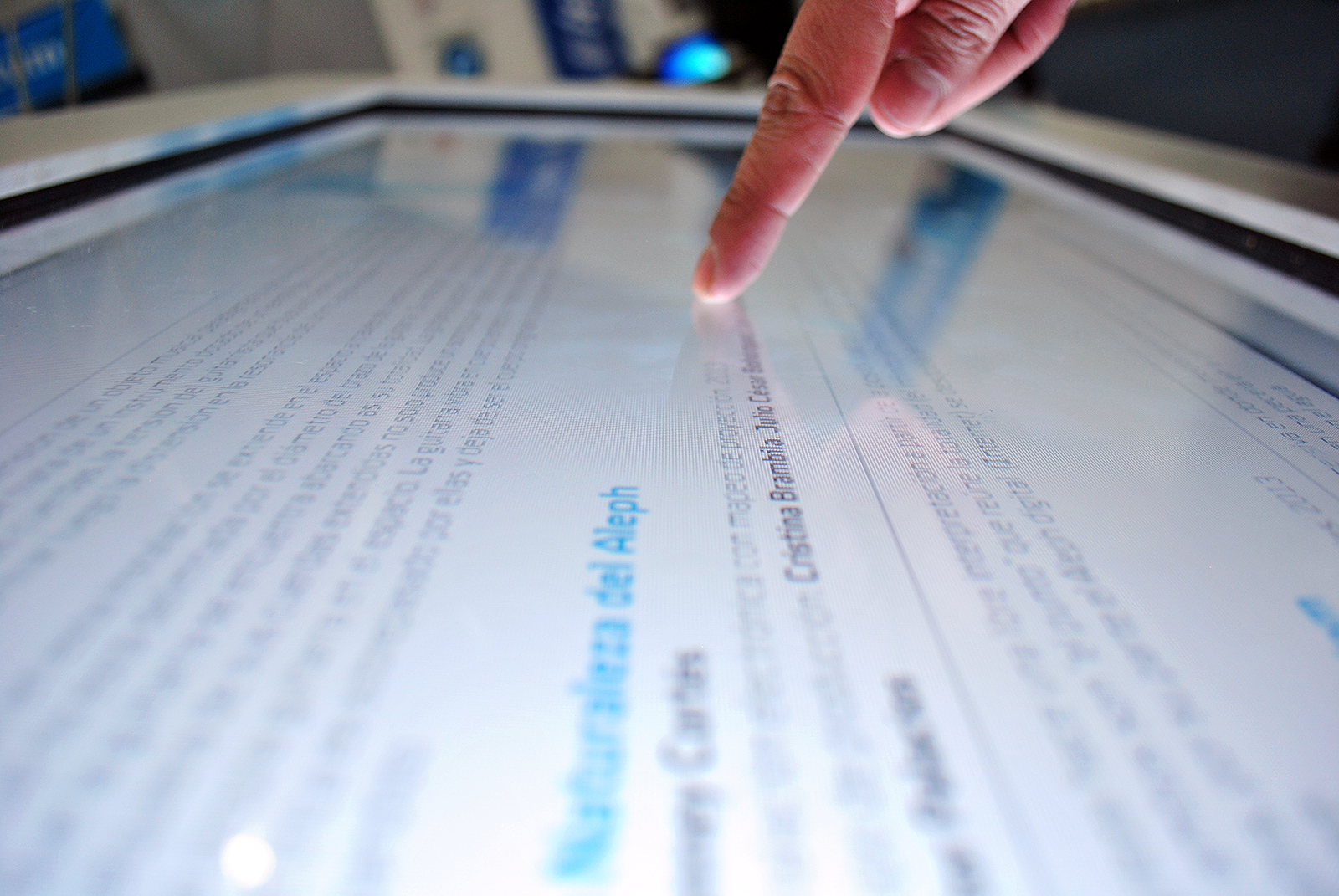
Ngón tay chạm trên màn hình cảm ứng đa điểm

Trong công nghệ máy tính, cảm ứng đa điểm là công nghệ cho phép một bề mặt (một trackpad hay màn hình cảm ứng) để nhận ra sự có mặt của nhiều hơn một hoặc nhiều hơn hai điểm tiếp xúc với bề mặt. Khả năng của bề mặt cảm ứng đa điểm này có thể được sử dụng để thực hiện các chức năng bổ sung, chẳng hạn như dùng 2 ngón tay để phóng to hình hoặc để kích hoạt nhất định các chương trình con tương ứng với các hành vi của ngón tay được định nghĩa trước đó.

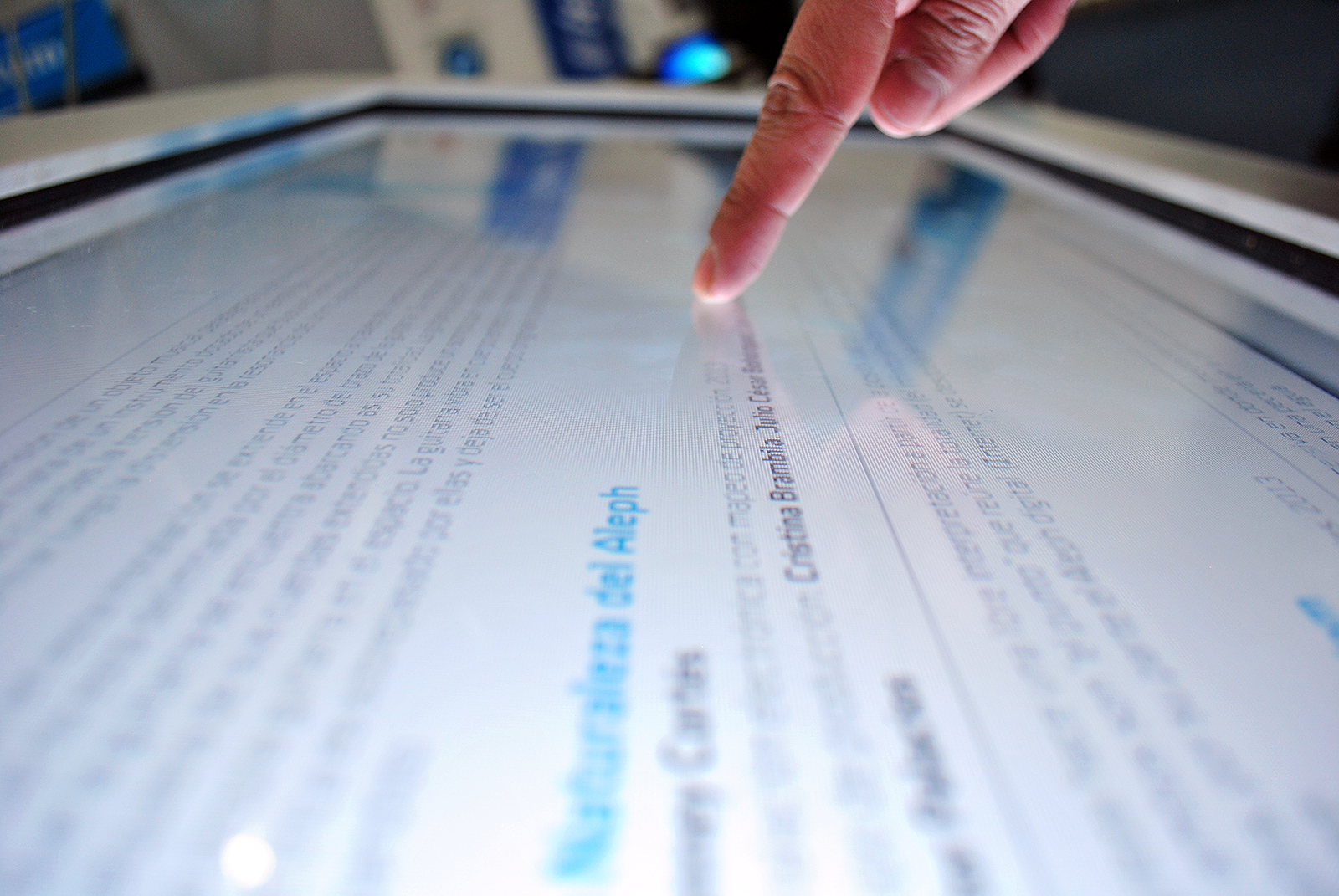
Ngón tay chạm trên màn hình cảm ứng đa điểm